# Nitrosomonas nitrosa
Nitrosomonas nitrosa ist eine Bakterienart der Gattung Nitrosomonas. Es handelt sich um eine nitrifizierende Bakterienart, die im Stoffwechsel Ammoniak (NH3) zu Nitrit (NO2−) oxidiert und hierdurch Energie gewinnt.

## Merkmale
Die Zellen sind kugel- oder stäbchenförmig mit abgerundeten Ecken in einer Größe von 1,3–1,5 X 1,4–2,2 Mikrometer. Die Art ist wie alle Bakterien der Gruppe der  Proteobacteria gramnegativ. Nitrosomonas nitrosa ist aerob, es wird Sauerstoff für den Stoffwechsel benötigt. Die Bakterien sind in der Lage Harnstoff als Ammoniumquelle zu nutzen. Nitrosomonas nitrosa ist, wie alle Mitglieder der Familie der Nitrosomonadaceae, chemolithoautotroph, d. h., es werden anorganische Elektronendonatoren (Ammoniak) zur Energiegewinnung angewendet, die Art ist nicht auf organische Energie- und Kohlenstoffquellen angewiesen.
Nitrosomonas nitrosa wurde aus eutrophischen Gewässern isoliert, seltener auch aus Flüssen und Boden.

## Stoffwechsel
Nitrosomonas nitrosa zählt, wie alle Nitrosomonadaceae zu den Nitrifizierer. Der Stoffwechsel beruht auf der Nitrifikation, es wird Ammoniak (NH3) zu Nitrit (NO2−) oxidiert.
Hierbei werden durch die Oxidation von Ammoniak Elektronen in eine Elektronentransportkette gebracht. Es wird eine protonenmotorische Kraft erzeugt, wodurch schließlich ATP gebildet wird. Für die Kohlenstofffixierung nutzen die nitrifizierenden Bakterien den Calvin-Zyklus, der auch bei der Photosynthese der Pflanzen genutzt wird.